# Geografia Gambii

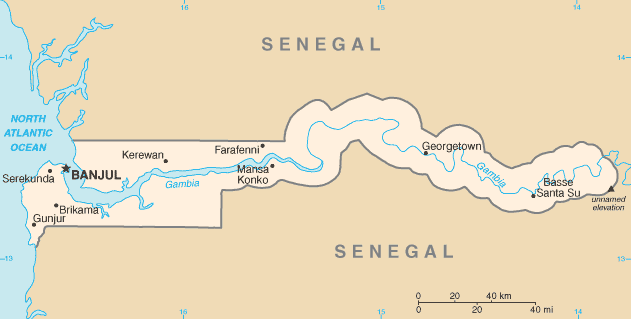
Mapa Gambii

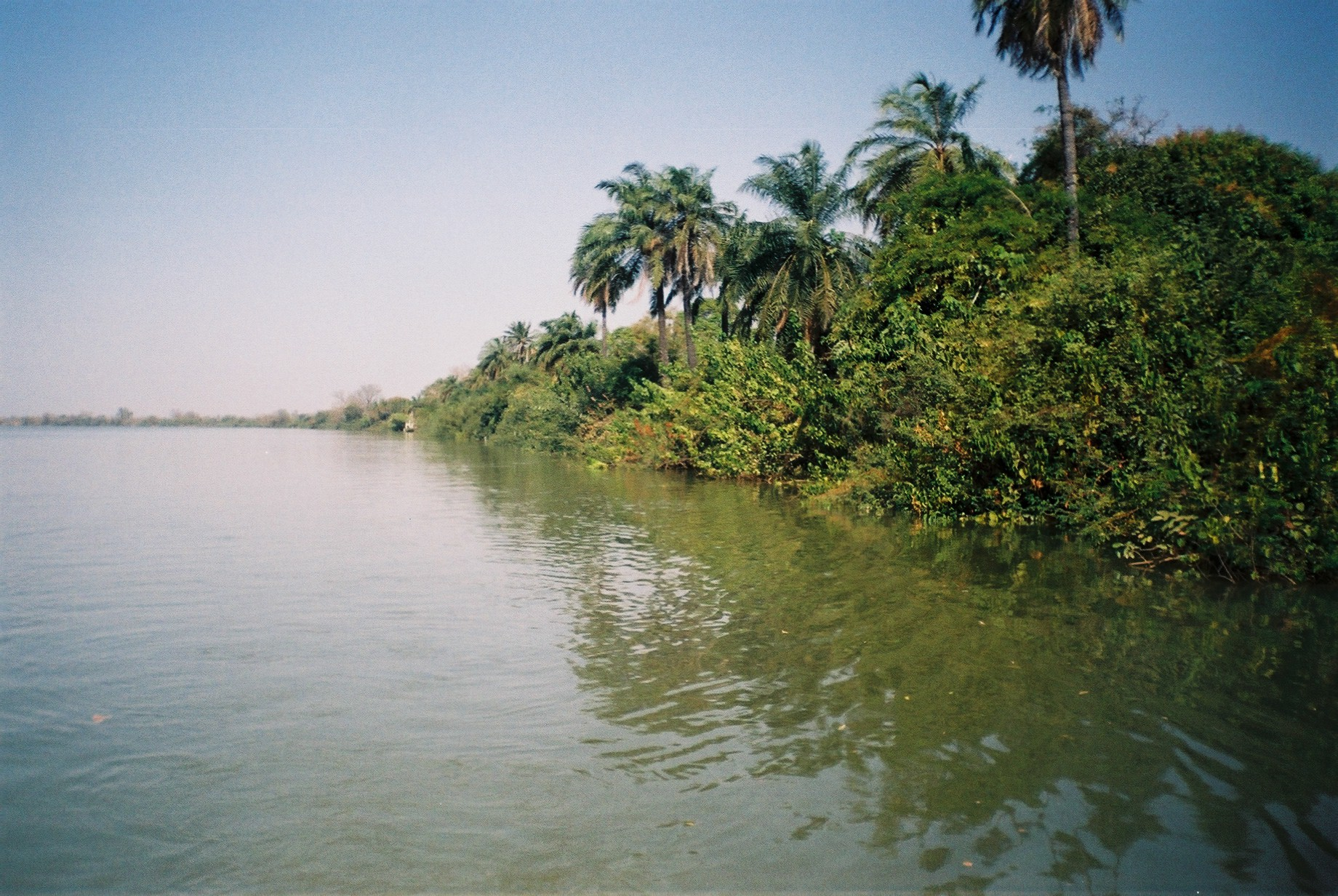
Tropikalna roślinność nad brzegiem rzeki Gambia

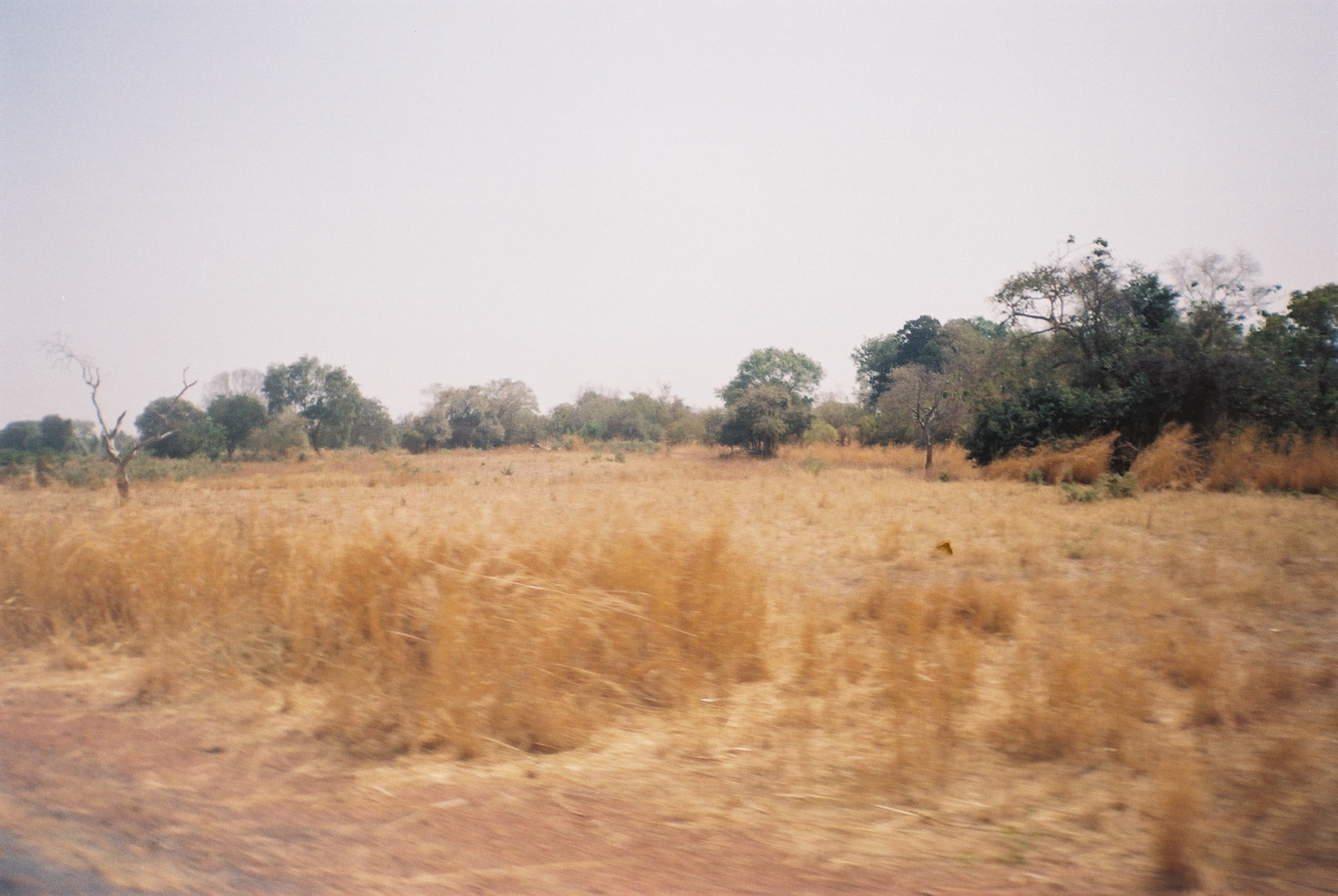
Typowy krajobraz sawanny w Gambii

Gambia jest niewielkim krajem położonym w Afryce Zachodniej nad Oceanem Atlantyckim. Kraj ten jest najmniejszym państwem w Afryce położonym na stałym lądzie. Zajmuje wąski pas terytorium wzdłuż rzeki Gambia.

## Powierzchnia i granice
Powierzchnia Gambii liczy 11295 km². Skrajne punkty Gambii: 13°10'N – południowy, 13°49'N – północny, 13°47'W – wschodni, 16°51'W – zachodni. Gambia graniczy tylko z jednym państwem – Senegalem, a łączna długość granicy lądowej wynosi 740 km. Kraj przypomina wstęgę wciętą w głąb Senegalu do 330 km od wybrzeża. Przeciętna szerokość kraju wynosi 40 km. Linia brzegowa ma długość 80 km.

## Budowa geologiczna i rzeźba
Obszar Gambii zbudowany jest ze skał osadowych, pochodzących z trzeciorzędu i czwartorzędu. Zaliczają się do nich głównie wapienie i piaskowce. Kraj jest w całości nizinny – większość obszaru stanowi nizina aluwialna o wysokości do 53 m n.p.m. Najwyższy punkt Gambii leży na obszarze płaskowyżu we wschodniej części kraju. Dno doliny jest płaskie i okresowo zalewane w czasie pory deszczowej. Występująca tu roślinność nosi nazwę banto faros. Zachodnia część Gambii pokryta jest niskimi i piaszczystymi wydmami. Również wybrzeże jest płaskie i piaszczyste. Średnia wysokość kraju to 10–20 m n.p.m., najwyższy punkt to 53 m n.p.m.

## Klimat
Gambia leży w strefie klimatu podrównikowego suchego, opady są jednak zróżnicowane. Na zachodzie sięgają 1400 mm rocznie, a na wschodzie (w głębi lądu) już tylko 750 mm. Opady występują głównie w porze wilgotnej, która trwa mniej więcej pół roku i występuje w okresie letnim (czerwiec – październik). Temperatury mają niewielkie amplitudy ze względu nie tylko na bliskość pasa równikowego, ale też na wpływ oceanu. Jednak na wschodnich krańcach Gambii (300 km od oceanu) średnie temperatury wahają się od 24 do 30 °C. Na zachodzie zaś, gdzie większy wpływ wywiera ocean, wartości te wahają się od 24 do 26 °C.

## Wody

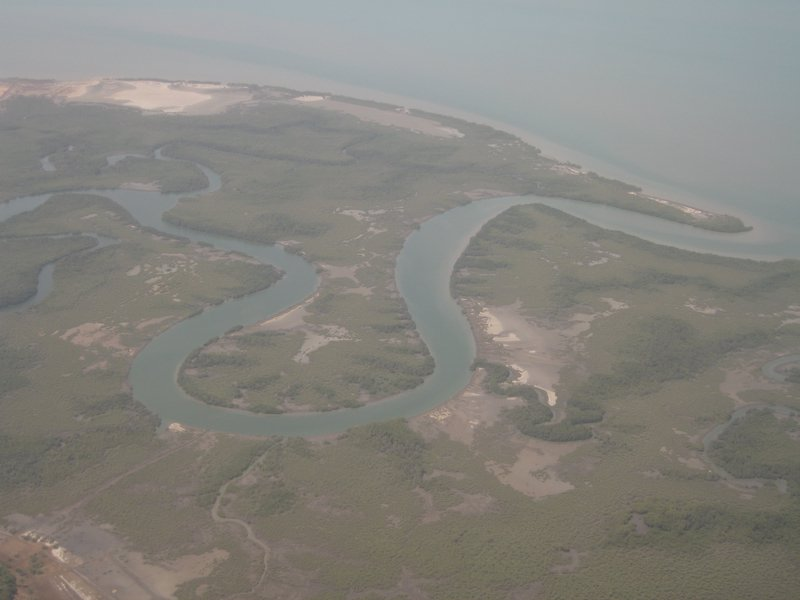
Jeden z dopływów rzeki Gambia

Przez kraj przepływa rzeka Gambia, tworząc szeroką i płaską dolinę. Gambia płynie przez cały kraj, tworząc szerokie estuarium na wybrzeżach Atlantyku. Koryto rzeczne ma charakter roztokowy. Sama rzeka ma długość 1200 km i jest żeglowna tylko w dolnym biegu, czyli na większości terytorium kraju. Rzeka Gambia posiada wiele wijących się dopływów po obu jej stronach. Największym jest Bintang Bolong, płynący na południu kraju i wpadający do estuarium Gambii. W zachodniej części owe dopływy posiadają liczne mniejsze rzeki.

## Gleby
W Gambii występują dwa typy gleb: urodzajne gleby aluwialne (fluwisole), które pokrywają dolinę rzeki, oraz gleby płowe i gleby żelaziste (luwisole), występujące na obszarach wyżej położonych.

## Flora

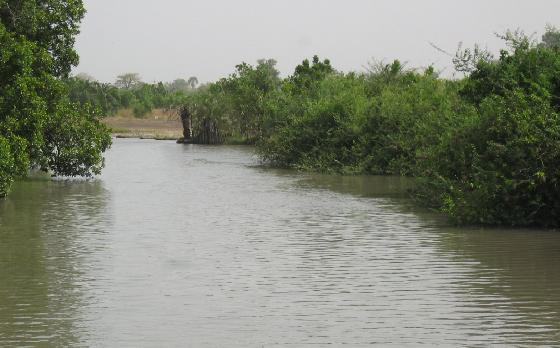
Lasy mangrowe w Gambii

Szata roślinna zmienia się w kierunku zachód-wschód. Wybrzeże, jak i szerokie estuarium, porastają lasy namorzynowe, a dolina rzeczna jest porośnięta wiecznie zielonymi lasami galeriowymi. Obszary leżące dalej na wschód są zdominowane przez sawannę, najpierw gwinejską, a potem sudańską. Są to obszary należące do regionu sahelskiego. Charakterystycznymi drzewami sawann są baobaby i akacje. W wielu rejonach, szczególnie w miastach i w strefie nadmorskiej rosną palmy.
W Gambii utworzono kilka obszarów chronionych. Są to m.in. rezerwat Abuko (200 gatunków ptaków) i Park Narodowy Gambii, gdzie prowadzone są badania nad życiem szympansów, sprowadzonych tam w 1979 roku.

## Fauna

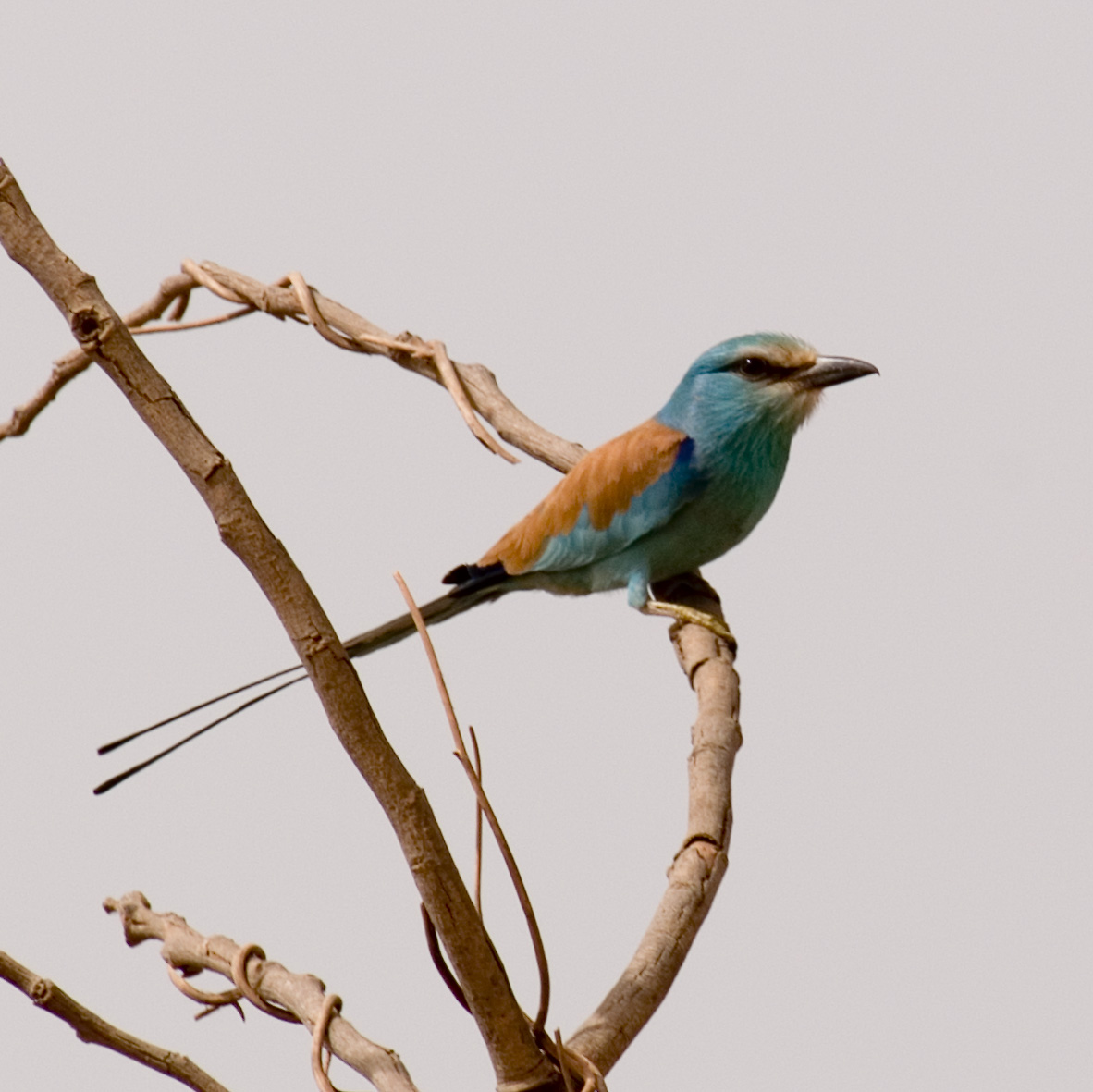
Kraska abisyńska – jeden z afrykańskich ptaków, bytujący w Gambii okresowo

Faunę Gambii cechuje bogaty w liczbę gatunków świat ptaków. Przede wszystkim występuje wszelkie ptactwo wodne, żyjące nad brzegami rzek i w lasach namorzynowych. Łącznie występuje 400 gatunków ptaków, m.in. pojawiające się w okresie zimowym europejskie ptaki rodzime, takie jak żurawie i czaple białe. Występują także zimorodki i kormorany. Na wybrzeżu w pobliżu łowisk pełno jest mew i innych ptaków żywiących się rybami. Z ssaków powszechnie występują małpy, a w rzekach hipopotamy. Występują także rzadko spotykane krokodyle. Powszechnie na sawannach występują antylopy.